# Lumerians
Lumerians — квартет из области залива Сан-Франциско, играющий психоделический «мыслезахватывающий» спейс-рок. По словам одного музыкального критика, группа известна своими выступлениями, характеризующимися «трансцендентными видеопроекциями» и имеющими «невероятные визуальные эффекты». Другой критик описал группу как «призовую лошадку Окленда на мрачно-фолковых скачках в районе залива Сан-Франциско».
Группа из Окленда, в которую входят Тайлер Грин, Луис Васкес, Кристофер Масгрейв, Марк Мельцер, Джейсон Миллер и Тони Пелусо, наслаивает свой ритмичный звук на глубокие басы, синтезаторы и дрейфующие гитары, создавая музыку, которая является весьма исследовательской, но при этом сохраняет достаточно грува, чтобы заставить людей двигаться. Группа дебютировала в 2008 году с одноименным, самостоятельно выпущенным EP. После того, как группа связалась с Knitting Factory Records, в 2011 году группа выпустила свой первый полноформатный альбом Transmalinnia, а в 2012 году вышло еще два релиза группы: EP Horizon Structures и Transmissions from Telos, Vol. 4, ограниченный релиз только на виниле.

## Дискография
Альбомы
- Transmalinnia (2011)
- Transmissions From Telos: Vol. IV (2012)
- The Weaning And The Dreaming (2012)
- The High Frontier (2013)
- Transmissions From Telos Vol. III (2014)
- Call of the Void (2018)

Мини-альбомы
- Lumerians (2008)
- Horizon Structures (2012)